# 鄂州东站
鄂州东站，位于中华人民共和国湖北省鄂州市鄂城区，是武九客运专线上的火车站，于2014年6月18日启用，由武汉局集团管辖。

## 歷史
- 于2014年6月18日启用。
- 2020年因无旅客列车停靠而关闭，2025年3月31日重新投入使用。

## 外部連結
- 中国铁路客户服务中心 （页面存档备份，存于）